# Organisationstechnik
Organisationstechniken werden im Rahmen des Organisationsmanagements für einzelne Aktivitäten des Problemlösungsprozesses eingesetzt. Diese Techniken verstehen sich als Werkzeuge der Organisationsgestaltung. 
Die Auswahl einer Organisationstechnik richtet sich nach dem Umfang und der Komplexität der Problemstellung sowie nach der angestrebten Präzision des Ergebnisses. Zudem entscheidet das Verständnis aller Beteiligten bezüglich der verwendeten Technik über den Erfolg des Gebrauchs.

## Einteilung der Organisationstechniken
Organisationstechniken lassen sich je nach Phase des Gestaltungsprozesses in sechs Gruppen einteilen:
- Techniken der Erhebung
- Techniken der Dokumentation
- Techniken der Analyse
- Techniken der Lösungssuche
- Techniken der Bewertung
- Techniken des Projektmanagements

### Techniken der Erhebung
In der Phase der Organisationsplanung steht die Informationsbeschaffung für die Problemlösung im Vordergrund. Unabhängig von der konkreten Problemstellung gilt der Grundsatz, „die Informationen so detailliert wie nötig und nicht so detailliert wie möglich zu erheben“.
Erhebungstechniken dienen der Erfassung relevanter Informationen über eine bestehende Organisation. Mit Hilfe der Dokumentenanalyse, dem Fragebogen und dem Interview (Befragung), der Moderationstechnik, der Beobachtung, der Multimomentaufnahme sowie der Zeitstudie werden die benötigten Informationen von Menschen und aus Dokumenten gewonnen.

### Techniken der Dokumentation
Die Strukturen einer Organisation müssen übersichtlich und eindeutig beschrieben werden, um den Gesamtzusammenhang der Arbeitsabläufe für die Beteiligten erkennbar zu machen. Die Abbildung des Ist-Zustandes stellt die Grundlage für Kritik und Verbesserungsansätze dar. 
Organisationen lassen sich graphisch und verbal darstellen. Diese Darstellung der Organisationsstrukturen erfolgt durch verbale Beschreibung, durch Beziehungsschaubilder der Systemelemente oder durch Ablaufdarstellungen von Vorgängen. 

„Die organisatorischen Sachverhalte werden häufig in einem Organisationshandbuch gegliedert zusammengefasst.“ Dieses dient „als Nachschlagewerk für die Mitarbeiter eines Unternehmens.“

Die Techniken der Dokumentation umfassen die Stellenbeschreibung(sog. Blue Prints), das Funktionendiagramm, das Ablaufdiagramm, das Organigramm, den Folgeplan und die Organisationsdatenbank.

### Techniken der Analyse
Im Zuge der Situationsanalyse sollen organisatorische Schwachstellen entdeckt und Möglichkeiten zu deren Behebung aufgezeigt werden. 
Zur Unterstützung dieses Prozesses eignen sich die Checkliste, das Ursache-Wirkungs-Diagramm, die Netzwerktechnik, die strukturierte Analyse, die ereignisgesteuerte Prozesskette und schließlich die ABC-Analyse.

### Techniken der Lösungssuche
Bei umfangreichen und schlecht strukturierten Problemstellungen bieten sich Kreativitätstechniken zur Sammlung innovativer Ideen an. Durch die Überwindung eingefahrener Denkweisen und die positive Wirkung der Gruppendynamik erhöht sich die Wahrscheinlichkeit, unter verschiedenen Ansätzen eine geeignete Lösung zu finden. 
Als bewährte Techniken lassen sich das Brainstorming, Brainwriting (die Methode 635), die Relevanzbaumanalyse und die morphologische Analyse (Kreativitätstechnik) nennen.

### Techniken der Bewertung
Die Bewertung organisatorischer Problemlösungen erfolgt im Hinblick auf das Verhältnis zwischen den eingesetzten Kosten und dem daraus resultierenden Erfolg.
Dazu werden die Methoden der verbalen Bewertung, der Kostenvergleichsrechnung, der Amortisationsrechnung, der  Nutzwertanalyse und der Kosten-Wirksamkeits-Analyse verwendet.

### Techniken des Projektmanagements
Die Techniken des Projektmanagements beschäftigen sich mit der Terminplanung während des gesamten Projektablaufs. Neben den Arbeitspaketen für die Grobplanung und den Aktivitäten für die Feinplanung, müssen die zeitlichen Abhängigkeiten sowie der Zeitbedarf für die einzelnen Arbeitsschritte bekannt sein. Die progressive Terminierung, die vom Projektanfang vorwärts terminiert wird, unterscheidet sich von der retrograden Terminierung, da diese vom Projektende ausgeht. 
Für die zeitliche Planung kann auf die Terminliste, das Balkendiagramm, die Netzplantechnik, die Earned-Value-Analyse, die Meilenstein-Trendanalyse oder die Risikoanalyse zurückgegriffen werden.

## Einsatz der Techniken
Inwieweit der Einsatz einer Organisationstechnik erfolgreich ist, hängt von ihrem situationsgerechten und richtigen Gebrauch ab. Konkret heißt dies, dass für ein bestehendes Organisationsproblem zunächst die passende Technik auszuwählen ist, die dann in der richtigen Art und Weise angewandt werden muss.